# Pax Romana (združenje)
Pax Romana je mednarodno združenje katoliških študentov, ustanovljeno 1921 v Fribourgu (Švica) kot "International Confederation of Catholic Student Associations". Cilji Pax Romane so bili širjenje katoliškega nauka med študenti, reševanje nakopičenih družbenih problemov v duhu katoliške morale in razvoj mednarodnega študentskega sodelovanja na osnovi katoliškega pacifizma. Od 1947 se Pax Romana kot mednarodno združenje katoliških študentskih društev in društev katoliških razumnikov sestoji iz dveh avtonomnih organizacij: Pax Romana Mednarodno gibanje katoliških študentov (angl. IMCS; fr. MIEC) in Pax Romana Mednarodno gibanje katoliških razumnikov (angl. ICMICA; fr. MIIC). Danes so cilji Pax Romane evangelizacija univerz in univerzitetne kulture ter podpiranje krščanskega miselnega sveta na intelektualnem in kulturnem področju; Pax Romana je s strani Sv. sedeža priznana kot "International Catholic Organisation" in ima posvetovalni status pri OZN in drugih mednarodnih organizacijah.